# Cratere Huggins (Marte)
Huggins è un cratere sulla superficie di Marte.
Il cratere è dedicato all'astronomo britannico William Huggins.